# Hardknott Roman Fort
Het Hardknott Roman Fort (Nederlands: het Romeins fort van Hardknott) is een archeologische site aan de westelijke zijde van de Hardknott Pass in Lake District, Engeland. De Romeinen noemden het Mediobogdum. Keizer Hadrianus liet dit castra bouwen tussen 120 en 138 n. Chr. Het was de standplaats van ongeveer 500 man van het 4e cohort van Dalmatië.

## Geschiedenis
Mediobogdum werd kort na zijn voltooiing, in het midden van de 2e eeuw verlaten omdat de Romeinen onder keizer Antoninus Pius verder noordwaarts oprukten. Antoninus Pius legde de Muur van Antoninus aan, die noordelijker gelegen was dan de muur van Hadrianus. De Hardknott Pass en de aansluitende oostelijk gelegen Wrynose Pass kwam er om hun garnizoenen te Kendal en Ambleside via dit kamp te verbinden met het fort in Ravenglass aan de westkust waarvan enkel nog het badhuis is te zien. Kort na het jaar 200 werd Mediobogdum opnieuw in gebruik genomen tot het einde van de vierde eeuw toen de Romeinen de bezetting van Engeland opgaven.

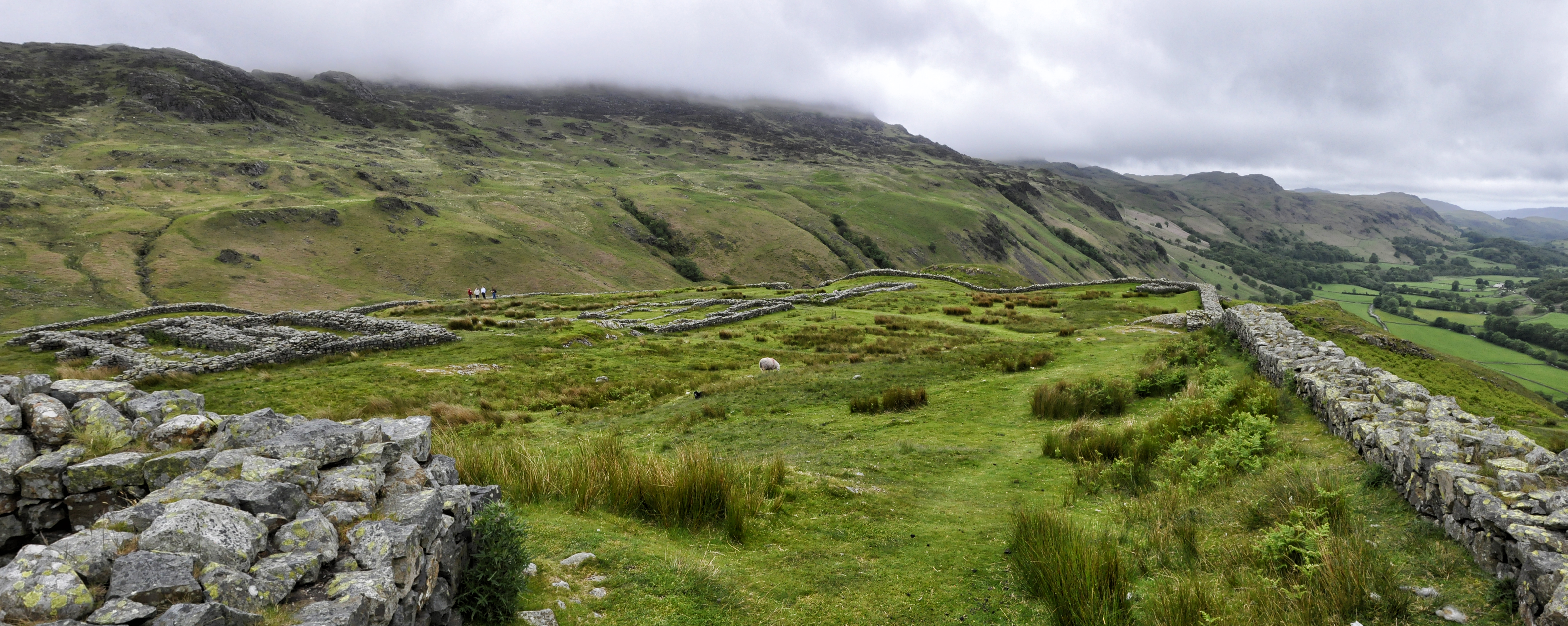
Hardknott Roman Fort

## Constructie
Mediobogdum was 114 m lang en 105 m breed met ongeveer 1,7 m dikke buitenmuren. Op de vier afgeronde hoeken stond een wachttoren. Aan de zuidoostelijke kant verrees de hoofdpoort of Porta Praetoria uit rode zandsteen met hoogstwaarschijnlijk twee toegangen. Via de hoofdpoort liep een weg, de Via Praetoria, recht naar het hoofdkwartier waar de bevelvoerende officieren onderdak vonden. Het was niet ongebruikelijk dat hun families hier ook verbleven. Dit rechthoekig gebouw zonder verdieping telde een aantal aaneengesloten kamers rond een open binnenplaats. Soldaten moesten het stellen met houten barakken elders in het fort.
Alle Romeinse kampen hadden ook graanschuren. Graan was het basisvoedsel dat men aanvulde met vlees, groente en fruit. Dit fort telde er twee. Het graan werd opgeslagen in zakken of kuipen en om het droog te houden, gestockeerd op een verhoogde houten vloer voor betere ventilatie. De schuren waren voorzien van een leien dak.
Net buiten de muren lag het badhuis en verderop richting de heuvel Hard Knott een paradeplein. Van het badhuis zijn enkel nog ruïnes van de buitenmuren en het sudatorium (of caldarium) te zien.

## Galerij

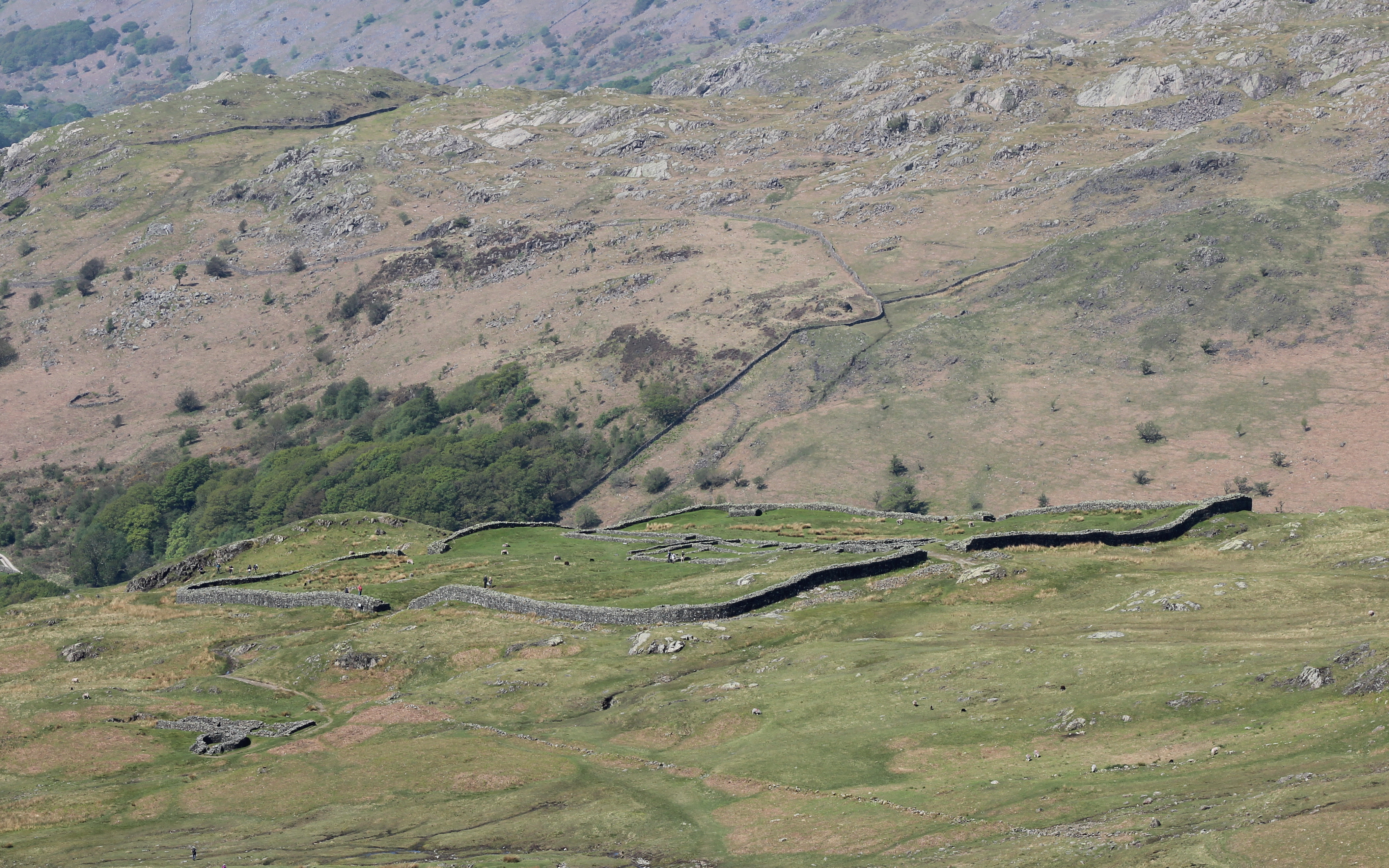
Uitzicht op het fort vanaf de Hardknott Pass
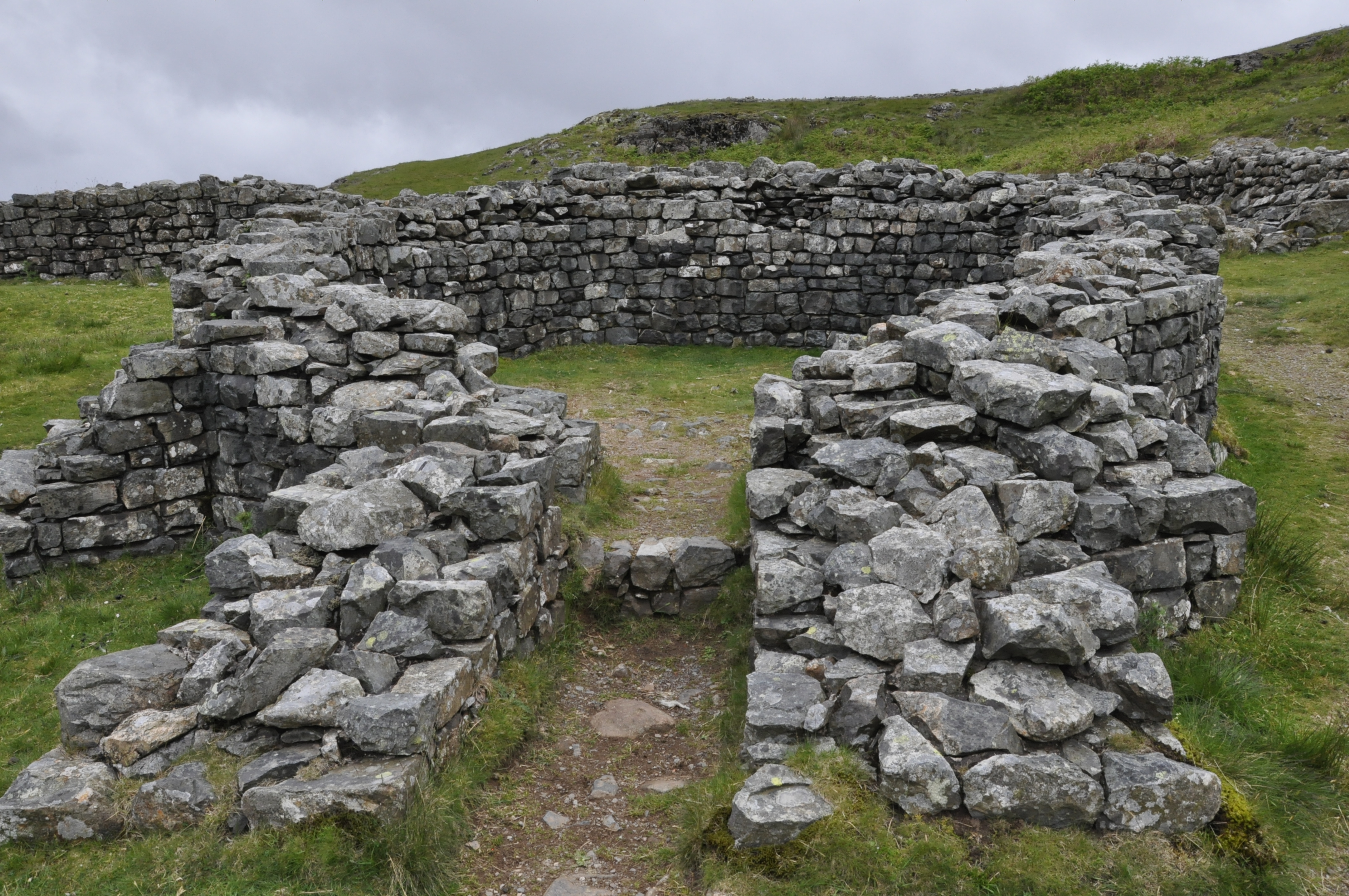
Sudatorium of caldarium van het fort
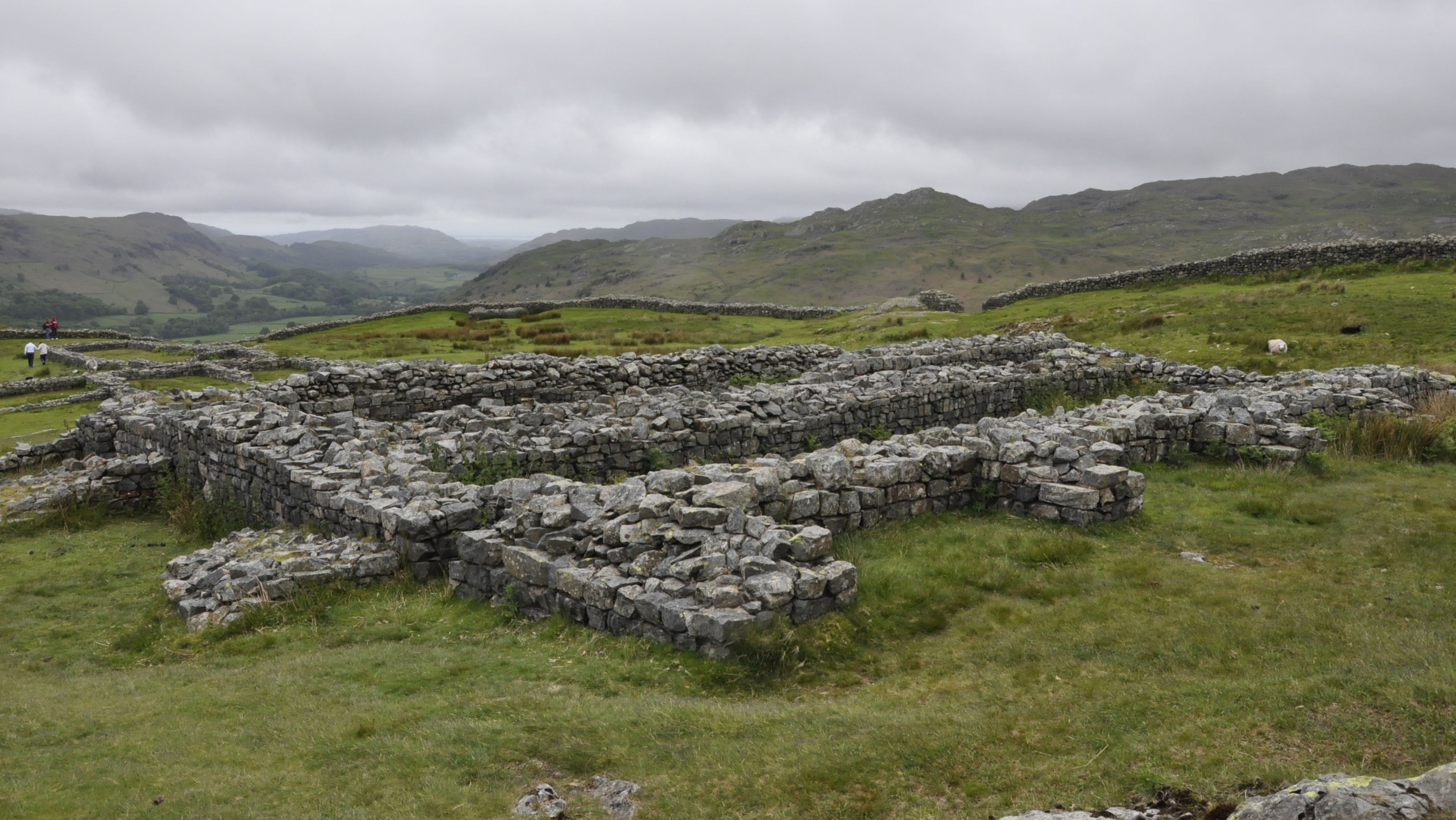
De graanschuren van Mediobogdum
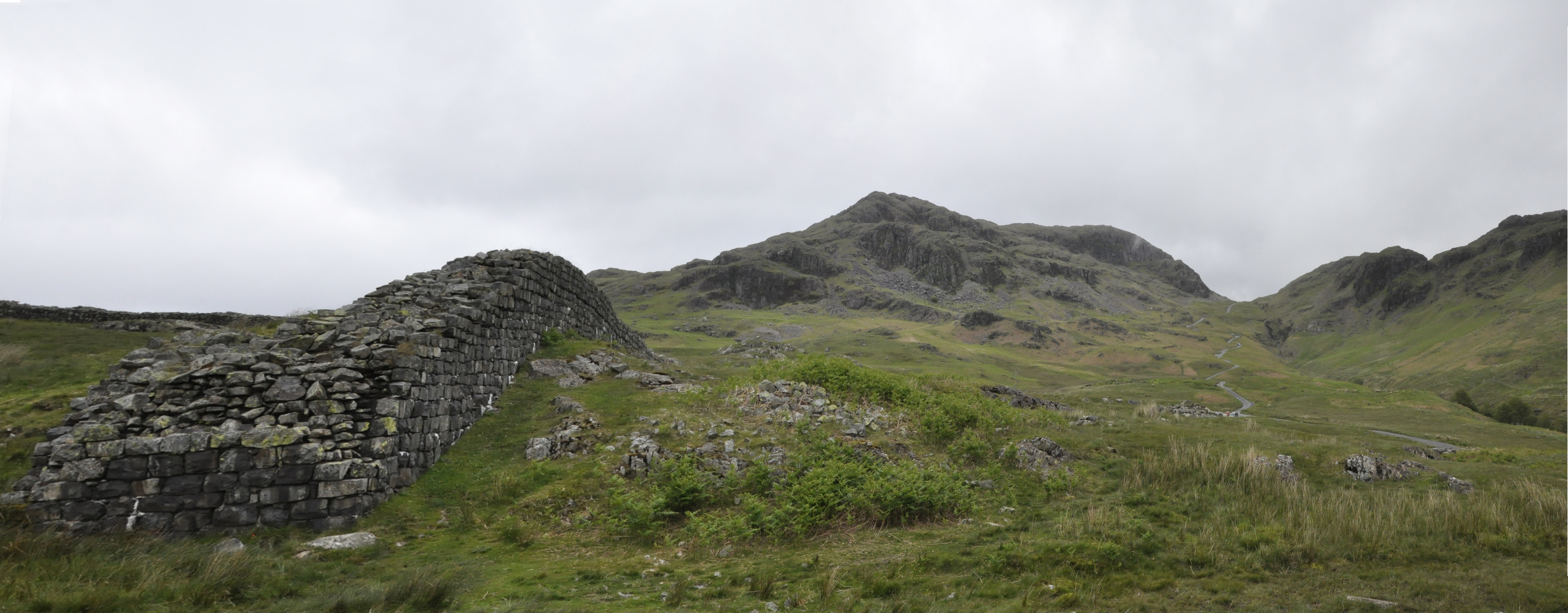
De hoofdpoort met Hardknott en de Hardknott Pass
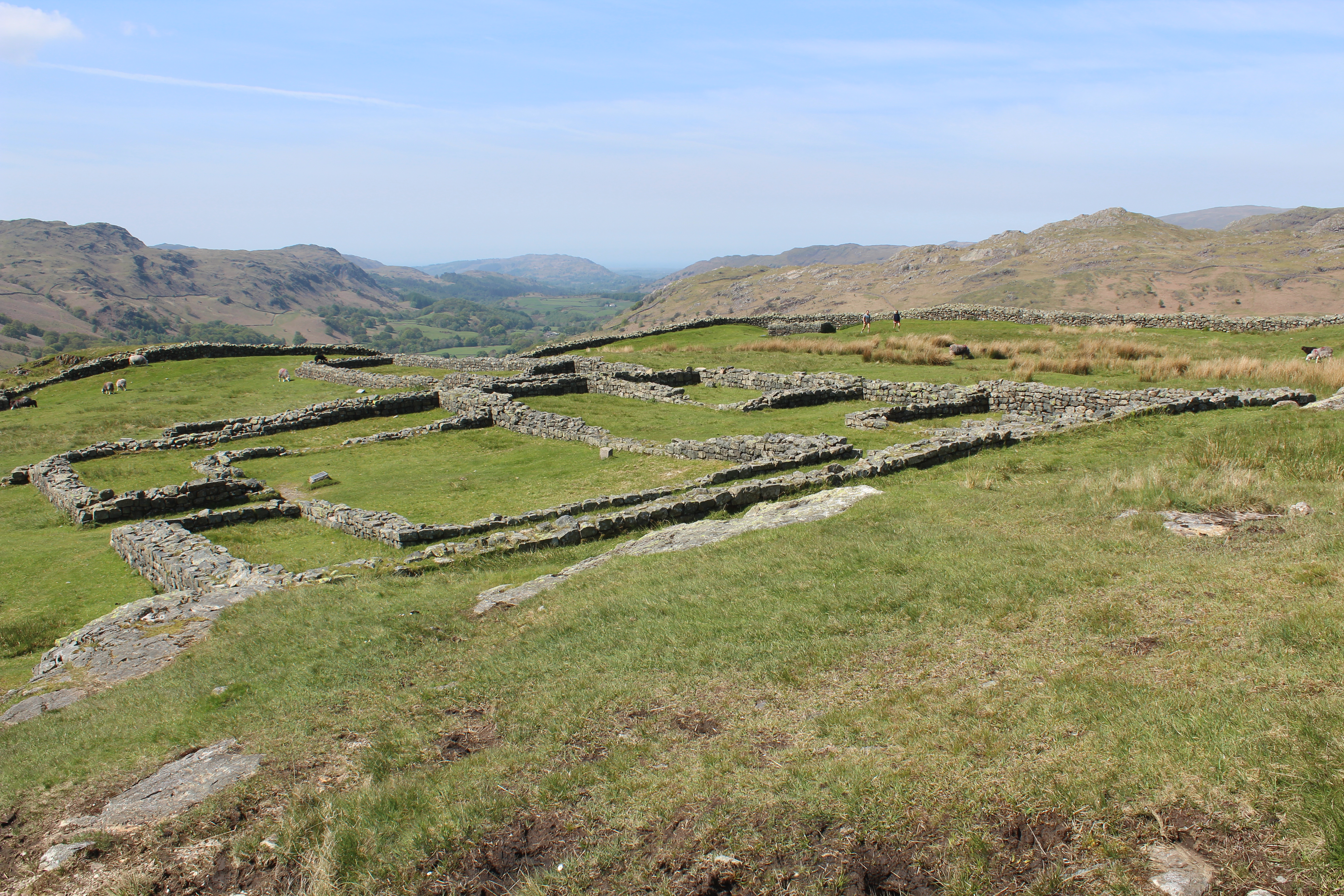
Principia (hoofdgebouw van het fort)